# Аккуанегра-сул-Кьезе
Аккуанегра-суль-Кизе (итал. Acquanegra sul Chiese) — город в Италии, расположен в регионе Ломбардия, подчинён административному центру Мантуя (провинция).
Население составляет 2936 человек, плотность населения — 105 чел./км². Занимает площадь 28 км². Почтовый индекс — 46011. Телефонный код — 00376.
Покровителем коммуны почитается святой Фортунат, празднование в третье воскресение октября.